# Live in Anaheim
Live in Anaheim es el segundo álbum en vivo de la banda Simple Plan, salió en edición limitada bajo los sellos discográficos Lava Records y WEA International en el 2004.
El álbum contiene ocho tracks en vivo grabados en un concierto en Anaheim, California en 21 de febrero del 2004.

## Lista de canciones
1. You Don't Mean Anything (Live).
2. The Worst Day Ever (Live).
3. God Must Hate Me (Live).
4. Grow Up (Live).
5. Addicted (Live).
6. One Day (Live).
7. I'd Do Anything (Live).
8. Perfect (Live).